# KG Steel
KG Steel Co., Ltd. (корейский: KG스틸 주식회사) — южнокорейская транснациональная корпорация, производящая стальную и холоднокатаную продукцию.

## История
В 2013 году Корейский банк развития предпринял попытку реструктуризации Dongbu Group, но эта попытка привеа к падению бизнеса. Dongbu Steel достигла соглашения с кредиторами о программе погашения долга.  Кредиторы пытались поддержать Dongbu Steel различными мерами, такими как поддержка в размере 600 миллиардов вон.  Затем кредиторы попытались продать Dongbu Steel, но не смогли найти претендентов. Затем Dongbu Steel продала электрическую печь, использовавшуюся для производства стали. В мае 2016 года Dongbu Steel была снята с продажи. В 2019 году компанию приобрел консорциум во главе с компаниями KG Group и Cactus Private Equity.